# Sebastiano Scarcella
Sebastiano Scarcella (San Giovanni Rotondo, 25 novembre 1925) è un giurista italiano, presidente onorario del Consiglio di Stato.
È stato il primo rettore dell’Università degli Studi "Niccolò Cusano" dal 2006 al 2010.

## Biografia
Scarcella nel 1965 diviene giudice del Consiglio di Stato, e ne è attualmente presidente onorario.
Nel 1975 viene decorato del Presidente della Repubblica, Sandro Pertini, con l'onorificenza "Grande Ufficiale Ordine al Merito della Repubblica Italiana".
Nel 2011 viene inoltre nominato, con decreto direttoriale del Monopolio di Stato, presidente della Commissione AAMS per la selezione e l'aggiudicazione provvisoria della gara di New Slot e Vlt.

### Attività accademica
Dal 2006 al 2010 è stato rettore dell'Università degli Studi Niccolò Cusano di Roma. In seguito diviene presidente della Fondazione Università Niccolò Cusano per la ricerca medico - scientifica.

## Opere
- Commento giuridico-sistematico dei decreti delegati sulla scuola, editore Rivista di diritto scolastico, 1979 (con Giovanni Trainito)
- Lo stato giuridico del personale della scuola: commento giuridico-sistematico del decreto delegato 31 maggio 1974, N. 417, Volume 2, editore Rivista di diritto scolastico, 1975 (con Giovanni Trainito)[8]